# Provencal
Provencal – wieś w Stanach Zjednoczonych, w stanie Luizjana, w parafii Natchitoches.